# Музыкальная школа имени Н. А. Римского-Корсакова
Музыкальная школа имени Николая Андреевича Римского-Корсакова (офиц. СПб ГБОУ ДО «СПб МШ имени Николая Андреевича Римского-Корсакова», ранее более известна как Музыкальная школа для взрослых) — одна из старейших и самых крупных музыкальных школ Санкт-Петербурга, расположенная в здании бывшей петербургской Городской думы. Единственное государственное музыкальное учебное заведение города, принимающее учащихся без ограничения возраста. Единственное музыкальное учебное заведение Ленинграда, работавшее без перерыва в течение Великой Отечественной войны, в том числе в годы блокады Ленинграда. Основанная в 1918 году, школа стала духовной преемницей Бесплатной музыкальной школы, созданной по инициативе М. А. Балакирева и Г. Я. Ломакина.

## История
Музыкальная школа имени Николая Андреевича Римского-Корсакова основана 8 июня 1918 года как частная школа, получившая название 15-й районной народной школы музыкального просвещения. Первоначально (1918—1934) располагалась в доме № 30 по Лермонтовскому проспекту (пересечение с наб. р. Фонтанки, д. 151).
Основатель и первый директор школы — один из ведущих солистов Мариинского театра Николай Абрамович Ростовский (1875—1949). В автобиографической заметке, хранившейся в семье потомков Н. А. Ростовского, записано: «Государственная Музыкальная школа имени Н. А. Римского-Корсакова была мною основана 8-го июня 1918 года в день десятилетнего юбилея со дня кончины великого нашего композитора Николая Андреевича Римского-Корсакова <…>».
В марте 1919 года в школу была приглашена преподавать фортепиано «свободный художник Римская-Корсакова». По всей вероятности, это вдова композитора, пианистка Надежда Николаевна Римская-Корсакова (1848—1919); её смерть в мае 1919 года помешала этому символичному начинанию.
Государственный статус музыкальная школа приобрела 29 марта 1919 года. Ростовский Н. А. вступил в должность её «заведывающего». Таким образом, 8 июня 1918 года — дата фактического открытия, и 29 марта 1919 года — отнесение школы в ве́дение Наркомпроса с выделением ей частичного финансирования.
С 1920 года школа называлась 6-й городской народной школой музыкального просвещения. Количество учащихся достигло 417 человек (328 чел. — до 16 лет, 89 чел. — старше 16 лет), среди которых было 4 внука Римского-Корсакова. 13 декабря 1921 года школе было присвоено имя выдающегося композитора и она была переименована в Государственную музыкальную школу им. Н. А. Римского-Корсакова.

### Первые педагоги
В числе преподавателей школы в 1918—19 гг.:
Класс сольного пения
- И. В. Тартаков (1860—1923), баритон, солист Мариинского театра, в 1923-29 гг. профессор Петроградской консерватории.
- П. З. Андреев (1874—1950), баритон, народный артист СССР, в 1909-48 гг. солист Мариинского театра, участник «Русских сезонов» С. Дягилева (Лондон, Париж, 1913—1914 гг.); в 1919—1950 гг. преподаватель консерватории.

Класс хорового пения
- Д. И. Похитонов (1878—1957), ученик Римского-Корсакова, Лядова и Глазунова, с 1909 по 1956 г. дирижёр Мариинского и Малого оперного театров.

Класс скрипки
- В. Г. Вальтер (1865—1935), ученик Л. Ауэра, ведущий музыкального отдела в «Малом энциклопедическом словаре» Брокгауза и Эфрона, автор практического пособия «Как учить игре на скрипке» (СПб, 1897).

Класс фортепиано
- М. Т. Дулов (1877 — после 1940), аккомпаниатор Ф. Шаляпина, Ф. Крейслера, Н. и М. Фигнеров;
- В. А. Дранишников (1893—1939), выпускник Петербургской консерватории (фортепиано — класс А. Есиповой, дирижирование — класс Н. Черепнина, композиция — класс А. Лядова, М. Штейнберга), в 1925—1936 гг. — дирижёр Мариинского театра.

По свидетельству потомков Н. А. Ростовского, выдающиеся пианисты В. В. Софроницкий и С. И. Савшинский преподавали в школе в начале 20-х годов.
Класс «слушания музыки» (музыкальной литературы)
- В. Г. Каратыгин (1875—1925) — музыкальный критик, композитор, участник «Беляевского кружка» с 1898 года, пропагандист музыки Скрябина, Прокофьева, Стравинского. Был лично знаком и дружен с Римским-Корсаковым, Лядовым, Глазуновым. С 1916 г. также преподаватель Петроградской консерватории (с 1919 г. — профессор).
- А. П. Коптяев (1868—1941), музыкальный критик, композитор, поклонник творчества Р. Вагнера (параллельно в 1920—1923 годах преподаватель Петроградской военной музыкальной школы).

## 1920—1930-е годы
В 1924/25 уч. году педагогический коллектив состоял из 40 высококлассных специалистов, в числе которых: трубач-виртуоз из Мариинского театра Оскар Бёме; крупный специалист в области фортепианной педагогики Самарий Савшинский; соученица и близкая подруга Сергея Прокофьева Вера Алперс и другие. Большая часть преподавателей параллельно вела курсы в Консерватории либо работала в Государственной опере (бывшем Мариинском театре). В распоряжении педагогов и учащихся на тот момент — 11 роялей, 2 пианино, фисгармония, 2 скрипки и виолончель, а также старинная мебель и множество предметов искусства, украшавших аудитории.
В учётной тетради за 1924-25 учебный год Н. Ростовский подробно зафиксировал учебные планы школы. Большинство предметов продолжают оставаться частью современных учебных планов, курс ОКФ назывался «вспомогательным фортепиано», оркестр народных инструментов — «великорусским оркестром». Принципиально новым было дополнение школьных классов, предполагавших три года обучения, «второй ступенью» — усложненным обучением профессионально ориентированных учащихся в музыкальном техникуме при школе, состоящем из двух уровней («концентров»). Выпускники техникума получали право преподавания музыкальной грамоты после завершения первого «концентра» (трех дополнительных лет обучения), фортепианной игры либо оперного пения после второго «концентра» (ещё два года дополнительно). Завершившие второй концентр также могли претендовать на самостоятельную концертную либо сценическую деятельность. Курс обучения в школе, таким образом, мог составлять от трех до восьми лет. В программу второй ступени были предметы, не входящие в современные учебные программы: у пианистов — транспонирование; профессионально ориентированная анатомия и физиология; у вокалистов — специальные уроки дикции, пластики, грима, фониатрии, у скрипачей — «обязательный альт». Также на этапе техникума преподавались общественные науки (политэкономия, исторический материализм, социология музыки, изучение конституции).
В 1926 году к Государственной музыкальной школе имени Н. А. Римского-Корсакова был присоединен ликвидированный 5-й Государственный техникум музыкального просвещения (ТеМП) вместе с учащимися и частью педагогического персонала (бывшая Народная консерватория, располагавшаяся на 1-й Красноармейской ул., 14). Контингент учащихся школы существенно изменился, стали превалировать взрослые учащиеся с подготовкой на уровне техникума. Школа активизировала педагогические связи с консерваторией: её штат был усилен аспирантами, преподавателями и профессорами консерватории.
С 1926 года школа стала именоваться Первой музыкальной школой им. Н. А. Римского-Корсакова. Летом этого же года после конфликта с Ленпрофобром руководство школы было уволено ввиду его «непролетарского происхождения», новым директором назначена Н. С. Судакова (по 1928). В 1925—1928 гг. учебной частью заведовал преподаватель гармонии, специальной теории и композиции П. Б. Рязанов.
Это было время начала активной борьбы с «классово-враждебной пролетариату музыкой», в которую включились и такие организации, как Уголовно-судебная коллегия Верховного Суда СССР. На одном из выступлений в 1927 году Нарком Просвещения А. В. Луначарский заявил: «Западноевропейское искусство — это шумный наркотик джазбандового характера». В борьбе за чистоту пролетарского искусства преследованиям подверглись многие музыканты, к 1931 году были отменены все просветительские реформы, предпринятые после революции, большинство образовательных учреждений подверглось унификации.
С 1927 по 1930 годы школа занималась «по четким соответствующим учебным планам и программам, установленным для всех учебных заведений художественно-методической секцией Государственного ученого совета (ГУСа) НКП РСФСР» (из протокола заседания рабочей бригады Облпрофсовета по обследованию состояния художественных учебных заведений, 12.09.1930).
В 1930 году в Ленинграде инициирован очередной этап административных реформ, ставивший целью разделить музыкальное обучение детей и взрослых, а также окончательно отделить среднее специальное музыкальное образование в отдельные структуры в виде техникумов. В городе было создано несколько детских музыкальных школ, а «профшколы» для взрослых преобразованы в районные курсы музыкального образования. Срок обучения в детских школах был увеличен до 7 лет, на курсах сокращен до 2-3 лет.
С 1930 года 1-я Музыкальная школа им. Н. А. Римского-Корсакова была преобразована в Государственные курсы музыкального образования им. Н. А. Римского-Корсакова, просуществовав под таким названием до 1940 года; с 1934 по 1939 год курсы располагались в Алексеевском дворце на набережной Мойки, 122 (дворец великого князя Алексея Александровича, постр. 1882-85, арх. М. Е. Месмахер). Структура учащегося контингента «курсов» сохранялась прежней — имелось детское отделение (в начале 1930-х им заведовала Е. А. Витман) и отделение для взрослых (собственно «курсы»), срок обучения составлял соответственно 7 лет либо 3 года.
В 1935 году к Музыкальным курсам им. Н. А. Римского-Корсакова были присоединены курсы при Ленинградской консерватории, переведенные с ул. Некрасова, 4/2. Не все учащиеся курсов при ЛГК, направленные на Мойку, 122, смогли добраться до нового адреса — из 234 человек курсов при ЛГК в состав курсов им. Н. А. Римского-Корсакова влилось 190 учащихся. В итоге общий контингент курсов им. Н. А. Римского-Корсакова составил 467 человек. В 1939 году Государственные курсы музыкального образования им. Н. А. Римского-Корсакова были переведены на Выборгскую сторону — на улицу Михайлова, 2, в помещение Курсов музыкального образования Красногвардейского района.

## 1940-годы. Школа в годы блокады Ленинграда
1 сентября 1940 года согласно приказу № 256 Управления по делам искусств Ленгорисполкома от 10.07.1940 школа обрела прежнюю организационную форму и получила название Государственная музыкальная школа для взрослых имени Н. А. Римского-Корсакова. Очередные преобразования подтверждены также Постановлением исполкома Ленгорсовета от 17.09.1940, в котором отмечено: «Государственная музыкальная школа для взрослых имени Н. А. Римского-Корсакова реорганизована из Курсов Музыкального образования Красногвардейского района и Курсов Музыкального образования имени Н. А. Римского-Корсакова».
В конце 1941 года здание на Михайлова, 2, из-за близости к Финляндскому вокзалу, было отдано под военный госпиталь, школа вновь переехала в центральную часть города в помещение эвакуированного музыкального училища при Консерватории, располагавшегося до войны на ул. Некрасова, 4/2 (угол ул. Короленко). В этом здании Музыкальной школе для взрослых предстояло войти в историю: вместе с героическими защитниками Ленинграда преподаватели и учащиеся школы переживут жестокие годы блокады: в сентябре 1942-го школа осталась единственным действующим музыкальным учебным заведением в Ленинграде — остальные учебные заведения были законсервированы, расформированы или эвакуированы. В штат Музыкальной школы для взрослых им. Н. А. Римского-Корсакова были включены преподаватели закрытых учебных заведений, тех, кто не смог или не успел покинуть скованный вражеским кольцом город — часть педагогов Консерватории, музыкального училища при ней и находившегося по соседству Музыкального училища им. М. П. Мусоргского (в феврале 1942 г. здание училища на ул. Чайковского, 11, было разрушено прямым попаданием бомбы).
22 июня 1941 года в школе проходил последний выпускной экзамен фортепианного отдела. Все уже знали, что началась война. Поступило распоряжение законсервировать школу. Однако по настоятельным просьбам педагогов и учащихся 8 сентября 1941 года возобновились учебные занятия, которые не будут прерываться и в самые трудные блокадные месяцы.
Из воспоминаний Натальи Леонидовны Беляевой (1910—1992; вела в школе класс фортепиано с 1940 по 1981 гг., в 1941 — и. о. директора; с 1969 зав. фортепианным отделом; в 1943-47 также преподавала в музыкальном училище при ЛОЛГК):
"Через несколько дней после начала войны Управлением по делам искусств было дано распоряжение временно законсервировать школу и оставить только 2-х работников: директора и бухгалтера. Все педагоги и другие служащие должны были быть уволены. Директором школы в то время был тов. Архипов К. К., после объявления войны он ушел в ополчение, передав свои полномочия мне. Итак, с 4/VII-41 г. в школе остались: тов. Дик В. Н. — бухгалтер (умер в первый год блокады) и я — и. о. директора. Тем не менее, не было дня, чтоб педагоги и некоторые учащиеся не приходили бы в школу с неизменным вопросом — начнем ли осенью заниматься? Следующим распоряжением Управления по делам искусств было — все инструменты и другие вещи, принадлежащие музыкальной школе, перевезти в помещение Фрунзенской музыкальной школы и оставить там на сохранение, а нашу канцелярию временно перевести на ул. Комсомола (ДМШ Калининского района). Пришлось договориться с одной из военных организаций. Они нам дали машину и бойцов, и перевоз был осуществлен. При погрузке помогали педагоги: Бутова, Фомина, Малинина, Мальмгрен, Николенко, Максимкова, Песоцкая и др. товарищи. Мы не теряли надежду на то, что будем работать. И вот, 8 сентября 1941 г. во второй половине дня у нас начались приемные испытания, которые пришлось проводить уже под бомбежку (1-я большая бомбежка, горели Бадаевские склады). Так мы и приняли 1-е «боевое крещение». С тех пор школа ни на один день не прекращала работу. Затем, по распоряжению Управления по делам искусств нашу школу и муз. училище им. Мусоргского поместили в помещение на ул. Некрасова 4/2. Имущество музыкального училища при консерватории находилось в этом же здании. Тут мы и стали работать. В основном работа шла в нижних этажах, так как наверху размещалось М.П.В.О.
В конце октября 1941 г. работу в двух учреждениях возглавил тов. Коллар Всеволод Александрович. Меня же назначили зав. уч. частью музыкальной школы им. Римского-Корсакова, зав. учебной частью училища им. Мусоргского была т. Котикова Н. Л. Начался самый трудный 1941-42 учебный год с контингентом учащихся в 82 человека. Занимались в пальто, в перчатках с обрезанными пальцами, при скудном освещении и очень низкой температуре. В самые темные и холодные месяцы частично работу пришлось перенести на квартиру отдельных педагогов, где только было можно (XII, I, II). В марте опять все сосредоточились в помещении музыкальной школы. Помимо учебной работы, некоторые педагоги и учащиеся вели концертную работу, обслуживая военные точки, госпитали. Одной из 1-х была бригада, в которую входили педагоги Мальмгрен Е. Ф., Вайнтрауб Е. О., певцы — Мержевская и Борткевич (ранее учившаяся в этой школе) и артисты художественного слова Янкевские. Организовала и возила эту бригаду педагог Максимкова Н. И. В эту зиму зачетов не было, они были отложены на более теплое время. Весной мы, как и все жители Ленинграда, вышли на очистку города от снега. <…>

В сентябре 1942 г. музыкальная школа им. Римского-Корсакова осталась единственной действующей музыкальной учебной единицей в Ленинграде, так как параллельно работавшее до сего момента музыкальное училище им. Мусоргского было законсервировано. Большая часть учащихся и педагогов влилась в коллектив муз. школы.

М. В. Юдина (в центре) на встрече с преподавателями и учащимися «училищной части» Музыкальной школы для взрослых (Ленинград, 1943)

Второй блокадный 1942-43 учебный год начался с заготовки топлива. Райсовет указал нам участок близ ст. Шувалово, где мы разобрали деревянный дом и это топливо переправили в муз. школу. Сломать деревянный да ещё довольно крепкий дом оказалось нелегкой работой. Нужно было приобрести сноровку. Много дней мы потратили на эту своеобразную заготовку дров, но и эта задача была решена. Работали все работники музыкальной школы и учащиеся, люди любого возраста. <…> Полугодовая зачетная сессия в феврале 1943 г. дала возможность определить подготовку каждого учащегося и разбить весь контингент учащихся на 3 группы:
I гр. — детская музыкальная школа; II гр. — училище; III гр. — музыкальная школа взрослых. Каждая группа работала согласно своему учебному плану. Общий контингент учащихся тогда был 300 чел. Весной этого же года было несколько выступлений наших учащихся по радио, продолжались концертные выступления в военных частях.
В конце 1942-43 учебного года комиссия, уполномоченная Управлением по делам искусств Ленгорсовета, подробно ознакомилась с работой школы. Были указаны некоторые недочеты в работе, но в основном работа оценена была хорошо. Основная задача, поставленная школой — сохранить оставшиеся в Ленинграде кадры педагогов и учащихся и дать им возможность не прекращать творческой работы — была выполнена.
В музыкальной школе для взрослых в течение 1942-43 учебного года временно работала также группа преподавателей и профессоров консерватории — в частности, М. А. Бихтер, Г. А. Боссе, З. П. Лодий, Л. А. Андреева-Дельмас, Т. С. Салтыкова и Е. А. Бронская (начинавшая педагогическую карьеру в школе в 1919—1920-х гг.).
Незабываемым был приезд М. В. Юдиной, которая была направлена из Москвы для оказания методической помощи и консультаций. Мария Вениаминовна <…> ходила на уроки, много играла и, можно сказать, жила все это время одной жизнью с нами. Она была бесстрашна; если во время обстрела ей надо было куда-то идти, то на все уговоры переждать в убежище она с улыбкой отвечала: «Это не в меня», — и спокойно отправлялась в путь.
В период блокады при Музыкальной школе для взрослых им. Римского-Корсакова было открыто детское отделение, на котором в конце 1944 года обучалось свыше 200 детей. По решению исполкома Ленсовета № 132-2 от 2 января 1945 года детское отделение было преобразовано в «самостоятельную профессиональную детскую музыкальную школу-семилетку». С этого момента под одной крышей и под руководством одного директора начали сосуществовать две школы — Музыкальная школа для взрослых им. Н. А. Римского-Корсакова и ДМШ Дзержинского района. В школе для взрослых по-прежнему принимали «переростков» — тех, кто по возрастным нормативам не годился к приему в обычные ДМШ; эти учащиеся в ряде официальных документов назывались «подростковым отделением».

## После войны
После снятия блокады Ленинграда и окончания войны контингент учащихся школы стремительно рос, в 1948 г. он достиг 1000 человек, сохраняясь в таком объёме до начала 1970-х годов. Школа вновь стала крупным музыкально-просветительским учреждением Ленинграда. Расширено количество специальностей, принципиально обновилась структура — наряду с фортепианным, вокальным и оркестровым отделами, в число ведущих подразделений выделен отдел народных инструментов, что связано с приходом в школу двух легендарных личностей — баяниста Павла Ивановича Смирнова (начавшего работать в школе в блокадном 1943 году) и гитариста Петра Ивановича Исакова (перешёл в школу после закрытия гитарного отделения в музыкальном училище). 

Оркестр баянистов и аккордеонистов Музыкальной школы для взрослых им. Н. А. Римского-Корсакова под рук. П. И. Смирнова (Ленинград, 1957)

В 1952—1958 гг. Музыкальная школа для взрослых им. Н. А. Римского-Корсакова — единственное учебное заведение Ленинграда, где имелся класс гитары. В числе преподавателей гитарного класса были также:
Ядвига Ричардовна Ковалевская (в 1957-61 гг.) — выдающаяся представительница гитарной педагогики, заслуженный работник культуры РФ (1998), ученица П. И. Исакова; впоследствии вела класс гитары в Музыкальном училище им. М. П. Мусоргского (1961—2001), где у неё учился ряд преподавателей младшего поколения гитарного отдела, в том числе А. Хван, С. Масленникова, В. Слободин и другие.
Евгений Федорович Ларионов (в 1973—1979 гг.), впоследствии преподаватель петербургской Консерватории и Музыкального училища (колледжа) им. М. П. Мусоргского.
Анатолий Владимирович Хван (в 1971—2010 гг., с 1981 зав. гитарным отделом). А. В. Хван окончил эту же школу у Я. Р. Ковалевской, затем Музыкальное училище им. Мусоргского (у неё же). Автор ряда гитарных пьес. Награждён грамотами Министерства культуры РФ (1998, 2005), знаком Правительства Санкт-Петербурга «За гуманизацию школы» (1999). Заслуженный работник культуры РФ (2006).
В послевоенный период по-прежнему важное место в школе занимал фортепианный отдел, которым заведовала с середины 1950-х годов по 1969 год Анна Александровна Астафьева (1892—1973), в то время старейший педагог школы. Её работа в школе началась в середине 1920-х годов — у Астафьевой тогда училась внучка Н. А. Римского-Корсакова Ирина Троицкая.
Второй по численности и значимости отдел в послевоенные десятилетия — вокальный, под руководством Клавдии Васильевны Трублаевич: на отделе трудилось, как правило, одновременно не менее 10-12 педагогов; среди них — Евгения Марковна Быховская, Антонина Брониславовна Лещинская, Нина Николаевна Меева, Софья Антоновна Варшавская, Нина Васильевна Григорьева, Иван Сергеевич Дид-Зурабов, Екатерина Моисеевна Нацвалова, Анна Владиславовна Иванова, Нинель Андреевна Дальская, Ульянов Владимир Григорьевич (1908) // Вокально-энциклопедический словарь: Биобиблиография : в 5 т. / М. С. Агин. — М., 1991—1994., Ярошенко Лаврентий Артемьевич (1909—1975) // Вокально-энциклопедический словарь: Биобиблиография : в 5 т. / М. С. Агин. — М., 1991—1994., Фрида Аркадьевна Трайнина, Иван Николаевич Тятов, Екатерина Александровна Александрова, Юрий Сергеевич Никулин и другие. С 1977 по 2013 год сольное пение в школе преподавала бывшая солистка Малого театра оперы и балета О. М. Стихина (в 1981—2010 гг. зав. вокальным отделом).
В 1960-е годы количество учащихся превысило 1000 чел., школьные коллективы и солисты регулярно участвовали в городских концертах, вели большую шефскую работу. С 1967 года срок обучения в школе составил 5 лет (ранее — 4 года с дополнительным годом обучения), в это время она имела в распоряжении 36 аудиторий и располагала следующим инструментарием: 33 рояля, 9 скрипок, 7 виолончелей, 1 контрабас, 1 арфа, 6 кларнетов, 3 гобоя, 1 фагот, 2 тромбона, 1 баян, 2 электрогитары, 1 ударная установка.
Преподаватели музыкально-теоретических дисциплин в послевоенный период:
Инна Михайловна Образцова (1915—1999) преподавала в школе музыкальную литературу с конца 1940-х до 1968 г. Сестра Ю. М. Лотмана. Выпускница Ленинградской консерватории, музыковед, композитор, краевед, автор книг «О музыке и музыкантах» (1952), «Н. А. Римский-Корсаков: краткий очерк жизни и творчества» (1964), «Римский-Корсаков на Псковщине» (1981), «Мусоргский на Псковщине» (1985, две последние совместно с дочерью Натальей).
Елена Ивановна Германова (сольфеджио и гармония, 1945—1960-х гг.); Софья Ефимовна Авербух (сольфеджио и музыкальная литература, 1953—1975 гг.); Софья Фаддеевна Певзнер (сольфеджио и музыкальная литература, 1945—1970-е гг.); Эдварда Николаевна Блок (сольфеджио и музыкальная литература, 1966—2000 год; ученица композитора Г. И. Уствольской).

## Без определённого места жительства
На рубеже 1970-х и 1980-х годов школа испытывала финансовые и административные трудности: будучи хозрасчетной единицей, школа вынуждена лавировать между необходимостью выплачивать арендную, заработную плату и разумным ограничением платы учащихся за обучение, резкое увеличение которой привело бы к массовому оттоку обучающихся. Администрация школы искала компромиссы, пытаясь экономить на фонде заработной платы: с целью сохранения контингента велось сокращение наиболее высокооплачиваемых (и высококвалифицированных) педагогов, в конце десятилетия педагогический коллектив сократился более чем на треть. Управление культуры требовало резкого увеличения платы за обучение, устраивало постоянные проверки деятельности школы, регулярно смещало руководство. Директорами школы были Пятышев Л. Н. (1974—1977), Иванов С. Д. (1977—1984), Медведев В. С. (1984—1985), Кочетков В. А. (и. о., 1985—1986), Ф. П. Сергеев (1986—1988). В 1985 году музыкальная школа для взрослых потеряла помещение: располагавшаяся в одном с ней здании ДМШ Дзержинского района, которую школа взрослых выпестовала в годы блокады, в начале 1980-х годов вытеснила школу для взрослых на верхние этажи 5-этажного здания, пришедшие в аварийное состояние (протечки и обрушения потолков, вываливающиеся оконные блоки, сколы штукатурки и т. п.). Музыкальная школа для взрослых, не получавшая государственной дотации (отказавшись от неё в годы войны по своей инициативе в качестве благородного жеста помощи блокадному городу), была не в состоянии проводить дорогостоящий ремонт ветшавшего здания. Здание на Некрасова, 4, целиком перешло на баланс детской школы, Музыкальная школа для взрослых более чем на десятилетие оказалась лишенной собственного помещения. С 1985 по 1996 год школа работала в арендуемых классах общеобразовательных школ разных районов города: № 534 на Светлановском проспекте, № 90 на ул. Сикейроса, № 94 на ул. Симонова, № 112 на ул. Кустодиева, № 82 на ул. Мира, № 11 на 16-й линии Васильевского острова (занятия проходили одновременно в 2-3 филиалах).
К концу 1980-х годов контингент сократился, некоторые отделы (струнный и духовой) исчезли вообще: в школе осталось пять специальностей (фортепиано, вокал, гитара, баян и аккордеон). 1988-89 учебном году в музыкальной школе обучалось около 400 чел. — меньше, чем в военном 1944-м. В последние годы «черного десятилетия» школе удалось перевести часть педагогов ближе к центру, на Петроградскую сторону (ул. Мира, 26).
В этот критический период, 14 марта 1988 года коллективом школы был избран новый директор: им стала бывшая выпускница школы, преподаватель фортепианного отдела Татьяна Борисовна Орлова, являющаяся директором по настоящее время (2024).
В 1991 году школа сменила статус и стала называться Детской музыкальной школой имени Н. А. Римского-Корсакова с сохранением отделения для взрослых учащихся.

## В здании бывшей Городской думы
Вопрос о выделении школе отдельного помещения сдвинулся с мёртвой точки после вмешательства заместителя председателя Ленинградского горисполкома Валентины Матвиенко, предпринявшей реальные шаги к решению проблемы. В 1996 году школе был выделена часть 2 этажа (правая сторона) Южной парадной лестницы бывшей Городской думы с сохранением филиала на ул. Мира, 26; в течение 1996—2014 годов площадь помещений школы увеличилась в 10 раз за счет дополнительных площадей в том же здании.
После переезда в здание Городской думы, связанное с именами выдающихся русских композиторов, школа пережила второе рождение. В 2000 году Музыкальная школа им. Н. А. Римского-Корсакова стала лауреатом конкурса «Золотые традиции петербургской школы», организованного Институтом «Открытое общество» (Фонд Сороса). В 2003—2004 году в ней обучалось около 800 учащихся по 14 специальностям — фортепиано, гитара, сольное пение, скрипка, альт, виолончель, контрабас, арфа, флейта, кларнет, саксофон, баян, аккордеон, орган. Педагогический коллектив составил 87 преподавателей и 15 концертмейстеров.
В 2009 году школа получила Диплом Губернатора Санкт-Петербурга III степени, в январе 2014 — благодарность Председателя Совета Федерации Федерального собрания РФ В. И. Матвиенко за неоценимый вклад коллектива школы в культурную и духовную жизнь блокадного Ленинграда (в связи с 70-летием со Дня полного освобождения города от фашистской блокады).
В 2012—2013 уч. году в школе обучалось 1112 чел. (712 на бюджетном, 400 — на самоокупаемом отделении) по 16 специальностям: фортепиано, гитара, сольное пение, скрипка, альт, виолончель, контрабас, арфа, флейта, гобой, фагот, кларнет, саксофон, баян, аккордеон, орган.
В 2014 году в числе 150 преподавателей и концертмейстеров — народные артисты России Р. С. Волкова (зав. вок. отделом с 2010), Н. П. Дроздова-Вайнер (сольное пение); заслуженные работники культуры Л. П. Криштоп (фортепиано), Г. Е. Иванова (фортепиано), С. Б. Привалов (заместитель директора по учебной работе); кандидаты искусствоведения С. Н. Богомолов (теория) и Д. И. Крутиков (гитара); 10 лауреатов Международных конкурсов; артисты петербургских театров и оркестров; музыканты, выступающие с сольными программами в Петербурге и за его пределами. В школе работает крупнейший в России гитарный отдел с 23 преподавателями (зав. отд. с 2010 — Б. И. Лазарев), органный класс (преп. Г. В. Варшавский), класс композиции (преп. члены Союза композиторов России В. В. Малаховская и А. А. Орелович), сохраняются большой фортепианный (свыше 30 преподавателей) и вокальный отделы (16 преподавателей).
В 2015 году предпринята попытка фактического уничтожения школы — по инициативе начальника сектора культурно-досуговой деятельности и образования в сфере культуры Комитета по культуре Санкт-Петербурга А. Дороговой школу пытались привести в стандартный формат детской школы с ограничением по возрасту, что лишило бы её уникальности, а значит, фактически прекратило бы существование единственной в России государственной «школы для взрослых». Борьба за сохранение специфики школы вызвала широкий общественный резонанс. В августе 2016 года после вмешательства вице-губернаторов Санкт-Петербурга В. В. Кириллова и М. П. Мокрецова принято постановление Правительства Санкт-Петербурга об изменении статуса школы с детской на общедоступную, что открыло возможность для сохранения взрослого отделения.
Правовой статус школы как учреждения, обучающего и детей, и взрослых, закреплен её переименованием (с 28 октября 2016 года название школы утратило слово «детская») и принятием Законодательным собранием Санкт-Петербурга закона "О внесении изменений в Закон Санкт-Петербурга «Об образовании в Санкт-Петербурге», наделившего Правительство Санкт-Петербурга полномочиями по предоставлению дополнительного образования в области музыкального искусства лицам в возрасте от 18 до 35 лет за счет городского бюджета. Структура контингента школы с сентября 2018 года включает 777 учащихся бюджетного отделения (из них около 350 — дети) и около 400 учащихся платного отделения.
В 2018 году школа отметила 100-летие в Большом зале Санкт-Петербургской филармонии. Особую значимость школы подчеркнули поздравления высоких государственных деятелей — главы Совета Федерации РФ Валентины Матвиенко, советника Президента России Владимира Толстого, полномочного представителя Президента РФ в Северо-Западном федеральном округе Александра Беглова, председателя Комитета по культуре Государственной Думы Сергея Говорухина, Губернатора Санкт-Петербурга Георгия Полтавченко, руководства Комитета по культуре Санкт-Петербурга и Законодательного собрания Санкт-Петербурга.

## Выдающиеся выпускники
Среди выпускников школы — народные и заслуженные артисты (СССР, РСФСР, Российской Федерации), выдающиеся деятели культуры и искусств России, лауреаты всероссийских и международных конкурсов:
- Акопов Карен Робертович (1981) — солист Михайловского театра, заслуженный артист России.
- Бехтерева Наталья Петровна (1956) — академик РАН и РАМН, директор Института мозга человека РАН.
- Вавилов Владимир Фёдорович (ок. 1952) — гитарист и лютнист, автор известных на весь мир пьес-мистификаций.
- Вишневская Галина Павловна (1944) — солистка Большого театра СССР, народная артистка СССР (училась в школе в 1943—1944 гг. в течение полугода в классе сольного пения И. С. Дид-Зурабова; после школы в других музыкальных учебных заведениях не обучалась, в 1951—1952 брала частные уроки вокала у В. Гариной).
- Лисициан Павел Герасимович (нач. 1930-х) — солист Большого театра СССР, народный артист СССР, профессор Ереванской консерватории.
- Маринина Александра (1971) — писатель (наст. имя Алексеева Марина Анатольевна).
- Москвина Тамара Николаевна (1958) — чемпионка Европы по фигурному катанию, тренер сборной СССР.
- Нильсен Владимир Владимирович (1923) — лауреат I Всесоюзного конкурса пианистов (1938, 2 премия), профессор Ленинградской и Киевской консерваторий.
- Преображенская Софья Петровна (1919) — солистка театра оперы и балета им. С. Кирова, народная артистка СССР, профессор Ленинградской консерватории.
- Ручьевская Екатерина Александровна (1943) — доктор искусствоведения, профессор Санкт-Петербургской консерватории.
- Самсонов Владимир Викторович (1985) — лауреат международного конкурса им. Марио дель Монако (Гран-при), солист Мариинского театра, заслуженный артист России.
- Стрижак Вероника Николаевна (1980) — ведущая телерадиокомпании «Петербург-5», лауреат конкурса журналистов «Золотое перо» (Гран-при, 1998).
- Харьковский Александр Захарович (1976) — музыковед, журналист, композитор, ответственный редактор издательства «Композитор • Санкт-Петербург»
- Хиль Эдуард Анатольевич (1955) — эстрадный певец, народный артист РСФСР.